# Rocksimus Maximus Tour/World Domination Tour
Rocksimus Maximus Tour/World Domination Tour bylo společné koncertní turné amerických rockových skupin Aerosmith a Kiss. Jednalo se o první turné Kiss s kytaristou Tommym Thayerem a zároveň poslední s původním bubeníkem Peterem Crissem.

## Pozadí
Skupina Kiss v roce 2001 odehrála poslední koncert v rámci tzv. rozlučkového turné. Skupina se však rozhodla pokračovat v koncertování a tak skupinu v sestavě Stanley, Simmons, Criss doplnil nováček Tommy Thayer, který nahradil odcházivšího Ace Frehleyho v masce/roli Spacemana. Bubeník Peter Criss se spoluhráči urovnal spory ohledně příjmů a odehrál tak, byť své poslední, turné. Po vyhazovu v roce 2004 na jeho místo přišel navrátivší se Eric Singer.
Plány na společné turné Aerosmith a Kiss sahaly až do 70. let 20. století, kdy obě kapely zaznamenaly průlom v jejich kariérách. Kytarista Joe Perry to komentoval slovy: "Máme mnoho společných fanoušků ze 70. let, je tam hodně synergie.".

## Setlisty
Aerosmith
1. "Mama Kin"
2. "Love in an Elevator"
3. "Pink"
4. "Let the Music Do the Talking"
5. "Jaded"
6. "Toys in the Attic"
7. "What It Takes"
8. "Same Old Song and Dance"
9. "I Never Loved a Man (The Way I Love You)" (cover od Arethy Franklin)
10. "Stop Messin' Around" (J. Perry – hl. zpěv; cover od Fleetwood Mac)
11. "Baby, Please Don't Go" (cover od Big Joe Williamse)
12. "Dream On"
13. "Cryin'"
14. "Walk This Way"
15. "Sweet Emotion" (přídavek)

Kiss
1. "Detroit Rock City"
2. "Deuce"
3. "Shout It Out Loud"
4. "Let Me Go, Rock 'n' Roll"
5. "Lick It Up"
6. "Firehouse"
7. "I Love It Loud"
8. "I Want You"
9. "God of Thunder"
10. "100,000 Years"
11. "Black Diamond"
12. "Beth" (přídavek)
13. "Love Gun" (přídavek)
14. "Rock and Roll All Nite" (přídavek)

## Seznam koncertů
| Datum              | Město             | Stát          | Místo                              |
| ------------------ | ----------------- | ------------- | ---------------------------------- |
| 2. srpna 2003      | Hartford          | Spojené státy | ctnow.com Meadows Music Theatre    |
| 4. srpna 2003      | Wantagh           | Spojené státy | Jones Beach Theater                |
| 6. srpna 2003      | Wantagh           | Spojené státy | Jones Beach Theater                |
| 9. srpna 2003      | Bristow           | Spojené státy | Nissan Pavilion                    |
| 11. srpna 2003     | Holmdel           | Spojené státy | PNC Bank Arts Center               |
| 13. srpna 2003     | Cincinnati        | Spojené státy | Riverbend Music Center             |
| 17. srpna 2003     | Noblesville       | Spojené státy | Verizon Wireless Music Center      |
| 19. srpna 2003     | Columbus          | Spojené státy | Germain Amphitheater               |
| 21. srpna 2003     | Burgettstown      | Spojené státy | Post-Gazette Pavilion              |
| 23. srpna 2003     | Darien            | Spojené státy | Darien Lake Performing Arts Center |
| 25. srpna 2003     | Mansfield         | Spojené státy | Tweeter Center                     |
| 27. srpna 2003     | Mansfield         | Spojené státy | Tweeter Center                     |
| 29. srpna 2003     | Camden            | Spojené státy | Tweeter Waterfront Center          |
| 31. srpna 2003     | Hershey           | Spojené státy | Hersheypark Stadium                |
| 3. září 2003       | Cuyahoga Falls    | Spojené státy | Blossom Music Center               |
| 6. září 2003       | East Troy         | Spojené státy | Alpine Valley Music Theatre        |
| 7. září 2003       | Detroit           | Spojené státy | Comerica Park                      |
| 12. září 2003      | West Palm Beach   | Spojené státy | Sound Advice Amphitheater          |
| 14. září 2003      | Atlanta           | Spojené státy | HiFi Buys Amphitheatre             |
| 19. září 2003      | Charlotte         | Spojené státy | Verizon Wireless Amphitheatre      |
| 20. září 2003      | Raleigh           | Spojené státy | Alltel Pavilion at Walnut Creek    |
| 22. září 2003      | Antioch           | Spojené státy | AmSouth Amphitheatre               |
| 24. září 2003      | Bonner Springs    | Spojené státy | Verizon Wireless Amphitheater      |
| 26. září 2003      | Tinley Park       | Spojené státy | Tweeter Center                     |
| 28. září 2003      | Maryland Heights  | Spojené státy | UMB Bank Pavilion                  |
| 30. září 2003      | Greenwood Village | Spojené státy | Coors Amphitheatre                 |
| 2. října 2003      | Dallas            | Spojené státy | Smirnoff Music Centre              |
| 4. října 2003      | Selma             | Spojené státy | Verizon Wireless Amphitheater      |
| 5. října 2003      | The Woodlands     | Spojené státy | Cynthia Woods Mitchell Pavilion    |
| 8. října 2003      | Phoenix           | Spojené státy | Cricket Pavilion                   |
| 10. října 2003     | Mountain View     | Spojené státy | Shoreline Amphitheatre             |
| 12. října 2003     | Auburn            | Spojené státy | White River Amphitheatre           |
| 14. října 2003     | Wheatland         | Spojené státy | Sleep Train Amphitheatre           |
| 16. října 2003     | Chula Vista       | Spojené státy | Coors Amphitheatre                 |
| 18. října 2003     | Devore            | Spojené státy | Hyundai Pavilion                   |
| 20. října 2003     | Albuquerque       | Spojené státy | Journal Pavilion                   |
| 22. října 2003     | Salt Lake City    | Spojené státy | Delta Center                       |
| 24. října 2003     | Las Vegas         | Spojené státy | MGM Grand Garden Arena             |
| 25. října 2003     | Las Vegas         | Spojené státy | MGM Grand Garden Arena             |
| 6. listopadu 2003  | Omaha             | Spojené státy | Qwest Events Center                |
| 8. listopadu 2003  | Grand Forks       | Spojené státy | Alerus Center                      |
| 10. listopadu 2003 | Minneapolis       | Spojené státy | Target Center                      |
| 12. listopadu 2003 | Grand Rapids      | Spojené státy | Van Andel Arena                    |
| 14. listopadu 2003 | Bridgeport        | Spojené státy | Arena at Harbor Yard               |
| 16. listopadu 2003 | New York City     | Spojené státy | Madison Square Garden              |
| 18. listopadu 2003 | Washington, D.C.  | Spojené státy | MCI Center                         |
| 22. listopadu 2003 | Greensboro        | Spojené státy | Greensboro Coliseum                |
| 24. listopadu 2003 | Manchester        | Spojené státy | Verizon Wireless Arena             |
| 26. listopadu 2003 | Boston            | Spojené státy | FleetCenter                        |
| 28. listopadu 2003 | Albany            | Spojené státy | Pepsi Arena                        |
| 30. listopadu 2003 | Auburn Hills      | Spojené státy | The Palace of Auburn Hills         |
| 3. prosince 2003   | Tampa             | Spojené státy | St. Pete Times Forum               |
| 5. prosince 2003   | Jacksonville      | Spojené státy | Veterans Memorial Arena            |
| 8. prosince 2003   | Louisville        | Spojené státy | Freedom Hall                       |
| 10. prosince 2003  | Knoxville         | Spojené státy | Thompson–Boling Arena              |
| 12. prosince 2003  | Moline            | Spojené státy | MARK of the Quad Cities            |
| 14. prosince 2003  | Oklahoma City     | Spojené státy | Ford Center                        |
| 18. prosince 2003  | Inglewood         | Spojené státy | The Forum                          |
| 20. prosince 2003  | Fresno            | Spojené státy | Save Mart Center                   |

## Sestava
Kiss
- Paul Stanley – doprovodná kytara, zpěv
- Gene Simmons – basová kytara, zpěv
- Tommy Thayer – sólová kytara, doprovodné vokály
- Peter Criss – bicí, zpěv

Aerosmith
- Steven Tyler – zpěv, piano, harmonika
- Joe Perry – sólová kytara, zpěv
- Tom Hamilton – basová kytara
- Brad Whitford – doprovodná kytara
- Joey Kramer – bicí